# Boktipset
Boktipset var ett TV-program om barnlitteratur som sändes i Sveriges Television 1976–1989. Varje program var cirka 3–5 minuter långt, utom i enskilda fall då bokens författare intervjuades och programlängden kunde uppgå till 15 minuter. Sammanlagt producerades omkring 200 avsnitt. Programmet sändes vanligen som utfyllnad mellan två ordinarie sändningar och dess sändningstider var sällan meddelade i TV-tablån, men det första utannonserade avsnittet sändes 13 november 1976, där boken "När jag blir stor" av Eva Janikovsky recenserades.
Programledaren och litteraturvetaren Stefan Mählqvist satt i en regnbågsfärgad soffa i form av två sammanförda händer och läste ett stycke ur den bok tittaren därmed blev tipsad om. Mählqvist fick idén till programmet när han arbetade på Svenska barnboksinstitutet. Under de mest hektiska inspelningsdagarna spelade han in nästan ett dussin program per dag och bytte kläder mellan varje inslag för att inte fastna kreativt. Programmet fick med tiden kultstatus och dess nedläggning ledde enligt litteraturkritikern Lotta Olsson till att representationen av barnlitteratur i svensk media blev mycket begränsad. Soffan var formgiven av Catti Åsélius Lidbeck, glaskonstnärinna och scenograf på SVT. Catti Åsélius Lidbeck var bland annat ansvarig scenograf för SVT:s adventskalender ”Trolltider”. 
Signaturmelodin var ett ni-na-ni-na-ni-nanna... som än idag är välkänt för många. Låten som nynnas är "The Swimming Song" från musikalbumet Attempted Mustache (1973) av Loudon Wainwright III. Programmet är en av titlarna i boken Tusen svenska klassiker (2009).

### Fotnoter
1. 1 2 3 4  ”Boktipset-mannen talar ur skägget”. 6 augusti 2008. https://www.dn.se/kultur-noje/boktipset-mannen-talar-ur-skagget/. Läst 16 augusti 2023.
2. ↑  Röster i radio & TV, nr 47 1976.
3. ↑  ”Så gick det sen för barnprogramledarna”. 28 mars 2016. https://www.expressen.se/noje/sa-gick-det-sen-for-barnprogramledarna-1/. Läst 16 augusti 2023.
4. ↑  Olsson, Lotta (24 september 2016). ”Nya forum för att prata barnböcker”. s. 72. https://arkivet.dn.se/tidning/2016-09-24/134593-261/72?q=boktipset. Läst 16 augusti 2023.
5. ↑  Gradvall, Jan; Nordström, Björn; Nordström, Ulf; Rabe, Annina (2009). Tusen svenska klassiker: böcker, filmer, skivor, tv-program från 1956 till i dag. Stockholm: Norstedt. Libris 11378554. ISBN 978-91-1-301717-4